# Ossett
Ossett är en stad i distriktet Wakefield, i grevskapet West Yorkshire, i England. Orten har 16 116 invånare (2011). Staden nämndes i Domedagsboken (Domesday Book) år 1086, och kallades då Osleset.